# Nordische Fußballmeisterschaft der Männer 2000–01
Die Nordische Fußballmeisterschaft 2000–01 für Männer-Nationalmannschaften fand zwischen dem 31. Januar 2000 und dem 1. Februar 2001 statt. Den Wettbewerb, welcher nach 1981–83 und einer Pause von 17 Jahren zum 14. und letzten Mal ausgetragen wurde, konnte Finnland zum ersten Mal gewinnen.
Die meisten Spiele fanden in Spanien statt, in der Halle wurden zwei Begegnungen absolviert. Dänemark trat die ersten drei Spiele mit einer Ligaauswahl an, Schweden spielte 2001 ausschließlich mit Spielern aus inländischen Ligen und Finnland absolvierte bis auf das Spiel gegen Norwegen alle Begegnungen mit Spielern aus den nordischen Ländern.

## Modus
Die nun sechs teilnehmenden Mannschaften, erstmals nahmen auch die Färöer sowie Island teil, spielten nach dem Modus „jeder gegen jeden“ den Turniersieger aus, wobei jedes Team nun jeweils einmal gegen jedes andere spielte. Die Mannschaft, die nach Abschluss aller Spiele die meisten Punkte beziehungsweise bei Punktgleichheit das bessere Torverhältnis aufwies, wurde Turniersieger.

## Tabelle und Spielergebnisse
| Pl. | Land     | Sp. | S | U | N | Tore    | Diff. | Punkte |
| --- | -------- | --- | - | - | - | ------- | ----- | ------ |
| 1.  | Finnland | 5   | 4 | 0 | 1 | 007:300 | +4    | 12     |
| 2.  | Island   | 5   | 3 | 1 | 1 | 007:500 | +2    | 10     |
| 3.  | Dänemark | 5   | 2 | 0 | 3 | 007:800 | −1    | 06     |
| 4.  | Norwegen | 4   | 1 | 2 | 1 | 006:600 | ±0    | 05     |
| 5.  | Schweden | 5   | 1 | 2 | 2 | 003:400 | −1    | 05     |
| 6.  | Färöer   | 4   | 0 | 1 | 3 | 002:600 | −4    | 01     |

| 31. Januar 2000   |         |          |                             |
| Dänemark          | 0:1     | Schweden | La Manga Stadion, La Manga  |
| Färöer            | 0:1     | Finnland | La Manga                    |
| Norwegen          | 0:0     | Island   | La Manga                    |
| 2. Februar 2000   |         |          |                             |
| Norwegen          | 4:2     | Dänemark | La Manga                    |
| Finnland          | 0:1     | Island   | La Manga                    |
| 4. Februar 2000   |         |          |                             |
| Dänemark          | 1:2     | Finnland | La Manga                    |
| Färöer            | 2:3     | Island   | La Manga                    |
| Norwegen          | 1:1     | Schweden | La Manga                    |
| 16. August 2000   |         |          |                             |
| Färöer            | 0:2     | Dänemark | Tórsvøllur, Tórshavn        |
| Island            | 2:1     | Schweden | Laugardalsvöllur, Reykjavík |
| Finnland          | 3:1     | Norwegen | Finnair Stadium, Helsinki   |
| 2. September 2000 |         |          |                             |
| Island            | 1:2     | Dänemark | Laugardalsvöllur, Reykjavík |
| 31. Januar 2001   |         |          |                             |
| Schweden          | 1 0:0 1 | Färöer   | Tipshallen, Växjö           |
| 1. Februar 2001   |         |          |                             |
| Schweden          | 1 0:1 1 | Finnland | Tipshallen, Jönköping       |
| 2001              |         |          |                             |
| Norwegen          | 2 -:- 2 | Färöer   |                             |

## Torschützenliste
Bei gleicher Anzahl von Treffern sind die Spieler nach dem Nachnamen alphabetisch geordnet.
| Platz | Spieler           | Tore |
| ----- | ----------------- | ---- |
| 1     | Ríkharður Daðason | 04   |
| 2     | Henning Berg      | 02   |
| 2     | Jari Litmanen     | 02   |
| 2     | Andreas Lund      | 02   |
| 2     | Vesa Vasara       | 02   |